# ريدجواي (كارولاينا الجنوبية)
ريدجواي (بالإنجليزية: Ridgeway town, South Carolina)‏ هي بلدة تقع بولاية كارولاينا الجنوبية في الولايات المتحدة. تبلغ مساحتها 1.26 كم2، وترتفع عن سطح البحر 187 م، بلغ عدد سكانها 319 نسمة في عام 2010 حسب إحصاء مكتب تعداد الولايات المتحدة وتصل الكثافة السكانية فيها 253.2 نسمة لكل كيلومتر مربع (655.8/ميل2).

## التركيبة السكانية
حدّد مكتب تعداد الولايات المتحدة بيانات التركيبة السكانية لريدجواي في تعداد الولايات المتحدة. في ما يلي، التركيبة السكانية حسب تعدادي 2000 و2010.

### تعداد عام 2000
بلغ عدد سكان ريدجواي 328 نسمة بحسب تعداد عام 2000، وبلغ عدد الأسر 138 أسرة وعدد العائلات 96 عائلة مقيمة في البلدة. في حين سجلت الكثافة السكانية 260.3 نسمة لكل كيلومتر مربع (674.2/ميل2). وبلغ عدد الوحدات السكنية 157 وحدة بمتوسط كثافة قدره 124.6 لكل كيلومتر مربع (322.7/ميل2).
وتوزع التركيب العرقي للبلدة بنسبة 60.37% من البيض و37.50% من الأمريكيين الأفارقة و0.30% من الأمريكيين الأصليين و0.30% من الأعراق الأخرى و1.52% من عرقين مختلطين أو أكثر.
بلغ عدد الأسر 138 أسرة كانت نسبة 37% منها لديها أطفال تحت سن الثامنة عشر تعيش معهم، وبلغت نسبة الأزواج القاطنين مع بعضهم البعض 50% من أصل المجموع الكلي للأسر، ونسبة 18.1% من الأسر كان لديها معيلات من الإناث دون وجود شريك، بينما كانت نسبة 1.4% من الأسر لديها معيلون من الذكور دون وجود شريكة وكانت نسبة 30.4% من غير العائلات. تألفت نسبة 27.5% من أصل جميع الأسر من عدة أفراد يعيشون في نفس المنزل ونسبة 10.9% كانت تتألف من شخص يعيش بمفرده يبلغ من العمر 65 عاماً أو أكثر. وبلغ متوسط حجم الأسرة المعيشية 2.38، أما متوسط حجم العائلات فبلغ 2.91.
بلغ العمر الوسطي للسكان 40.7 عاماً. وكانت نسبة 23.5% من القاطنين تحت سن الثامنة عشر، وكانت نسبة 4.6% بين الثامنة عشر والرابعة والعشرين عاماً، ونسبة 30.5% كانت واقعةً في الفئة العمرية ما بين الخامسة والعشرين والرابعة والأربعين عاماً، ونسبة 28% كانت ما بين الخامسة والأربعين والرابعة والستين، ونسبة 13.4% كانت ضمن فئة الخامسة والستين عاماً فما فوق. يوجد لكل 100 أنثى 80.2 ذكر، ويوجد لكل 100 أنثى في الثامنة عشر من عمرها فما فوق 78.0 ذكر.
بلغ متوسط دخل الأسرة في البلدة 36,250 دولارًا، أما متوسط دخل العائلة فبلغ 49,375 دولارًا. وكان متوسط دخل الذكور 35,833 دولارًا مقابل 25,469 دولارًا للإناث. وسجل دخل الفرد الخاص بالبلدة 14,884 دولارًا. وكانت نسبة 24.1% من العائلات ونسبة 25.3% من السكان تحت خط الفقر، وكان من هؤلاء نسبة 30.1% تحت سن الثامنة عشر ونسبة 34.2% في الخامسة والستين من العمر وما فوق.

### تعداد عام 2010
بلغ عدد سكان ريدجواي 319 نسمة بحسب تعداد عام 2010، وبلغ عدد الأسر 137 أسرة وعدد العائلات 97 عائلة مقيمة في البلدة. في حين سجلت الكثافة السكانية 253.2 نسمة لكل كيلومتر مربع (655.8/ميل2). وبلغ عدد الوحدات السكنية 156 وحدة بمتوسط كثافة قدره 123.8 لكل كيلومتر مربع (320.6/ميل2).
وتوزع التركيب العرقي للبلدة بنسبة 53.29% من البيض و45.45% من الأمريكيين الأفارقة و0.63% من الأعراق الأخرى و0.63% من عرقين مختلطين أو أكثر و0.94% من الهسبانيون أو اللاتينيون من أي عرق.
بلغ عدد الأسر 137 أسرة كانت نسبة 28.5% منها لديها أطفال تحت سن الثامنة عشر تعيش معهم، وبلغت نسبة الأزواج القاطنين مع بعضهم البعض 46% من أصل المجموع الكلي للأسر، ونسبة 20.4% من الأسر كان لديها معيلات من الإناث دون وجود شريك، بينما كانت نسبة 4.4% من الأسر لديها معيلون من الذكور دون وجود شريكة وكانت نسبة 29.2% من غير العائلات. تألفت نسبة 26.3% من أصل جميع الأسر من عدة أفراد يعيشون في نفس المنزل ونسبة 13.9% كانت تتألف من شخص يعيش بمفرده يبلغ من العمر 65 عاماً أو أكثر. وبلغ متوسط حجم الأسرة المعيشية 2.33، أما متوسط حجم العائلات فبلغ 2.77.
بلغ العمر الوسطي للسكان 46.3 عاماً. وكانت نسبة 21.3% من القاطنين تحت سن الثامنة عشر، وكانت نسبة 6.9% بين الثامنة عشر والرابعة والعشرين عاماً، ونسبة 20.4% كانت واقعةً في الفئة العمرية ما بين الخامسة والعشرين والرابعة والأربعين عاماً، ونسبة 34.5% كانت ما بين الخامسة والأربعين والرابعة والستين، ونسبة 16.9% كانت ضمن فئة الخامسة والستين عاماً فما فوق. وتوزع التركيب الجنسي للسكان بنسبة 46.7% ذكور و53.3% إناث.

## وصلات خارجية
- الموقع الرسمي